# Young Divas
Young Divas är en australisk popgrupp som har fått stora framgångar i sitt hemland sedan starten 2006. Young Divas består av tre före detta deltagare i Australian Idol: Paulini Curuenavuli, Emily Williams och 2005 års Idol-vinnare Kate DeAraugo. Också Jessica Mauboy var medlem i gruppen men lämnade den efter att hennes solokarriär tog fart under 2008.